# Thomas Ball (konstnär)

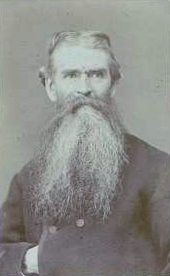
Thomas Ball.

Thomas Ball, född den 3 juni 1819 i Charlestown, Massachusetts, död den 11 december 1911 i Montclair, New Jersey, var en amerikansk bildhuggare.
Ball studerade 1854–1856 i Italien, där han sedan var bosatt till 1897. Bland hans arbeten märks en statyett av Jenny Lind, Washingtons ryttarstaty i Boston och Frihetsmonumentet i Washington, D.C., framställande Lincoln befriande en slav från dennes bojor. Han skrev självbiografin My three score years and ten (Boston 1891).